# 斯特羅普特夫區
49°12′9″N 21°39′7″E / 49.20250°N 21.65194°E

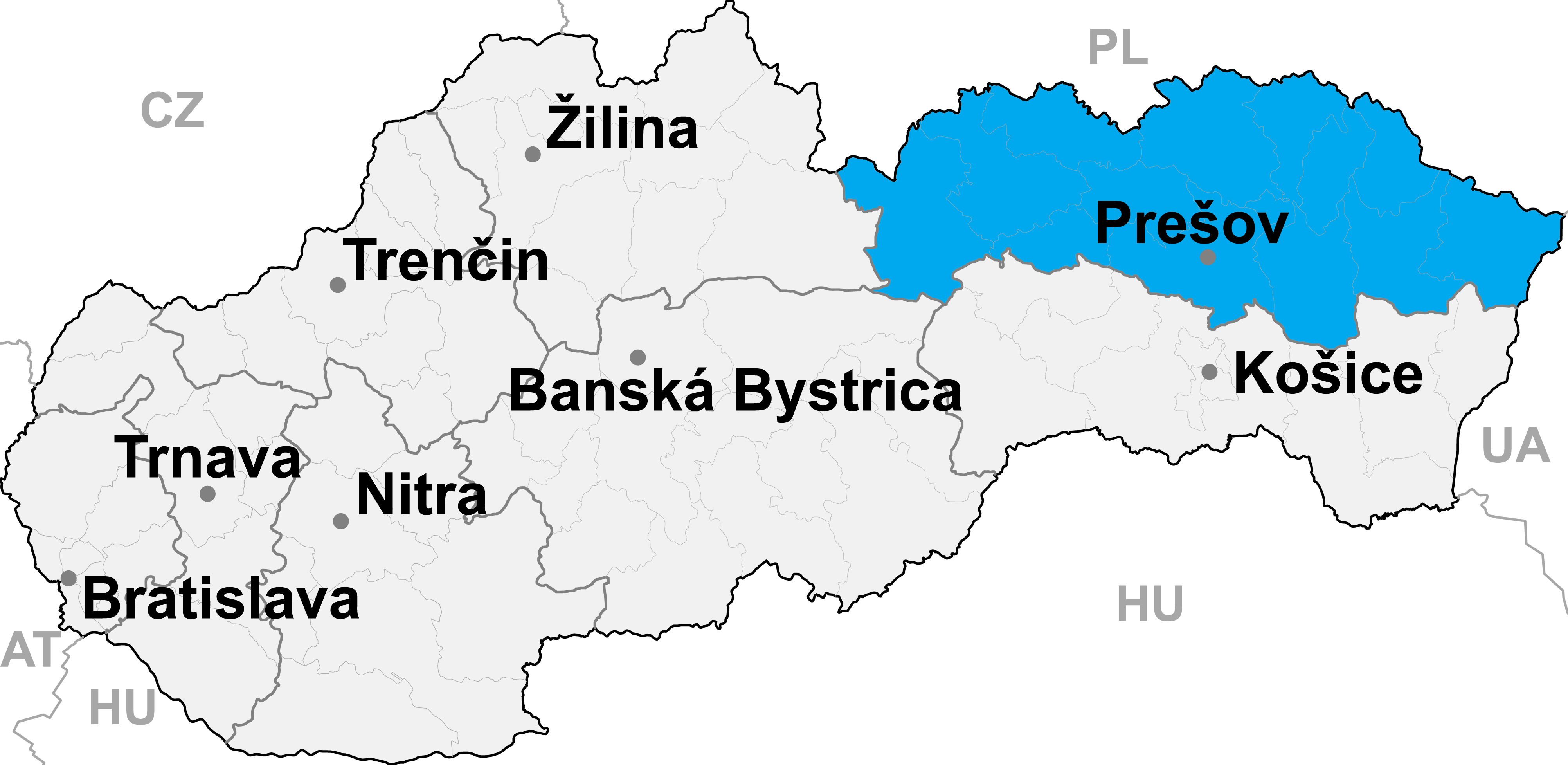

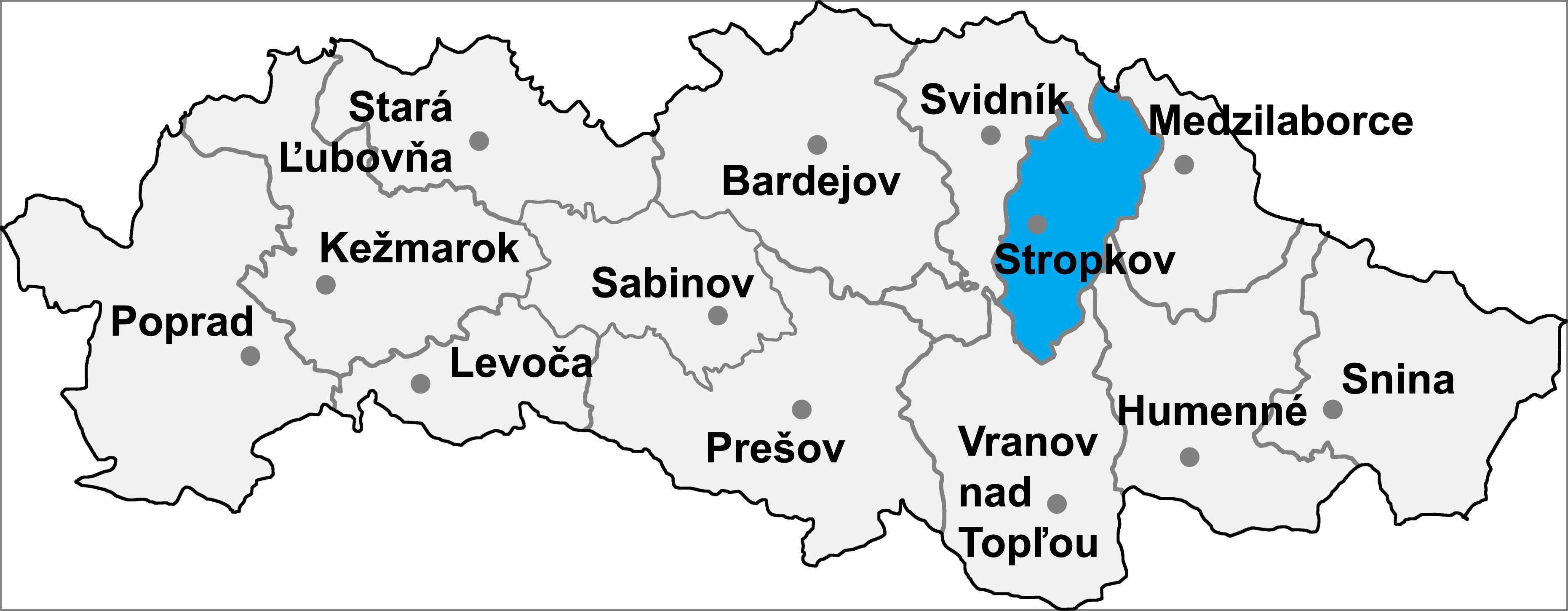

斯特羅普特夫區，是斯洛伐克的一個區，位於該國東部，由普雷紹夫州負責管轄，面積389平方公里，2001年該區人口21,027，人口密度每平方公里54人。